# Église Saint-Marien de Target
L'église Saint-Marien, parfois localement dénommée Saint-Marin[réf. nécessaire], est une église située à Target, en France.

## Localisation
L'église est située sur la commune de Target, dans le département français de l'Allier, sur une place au centre du village, où se trouve également le monument aux morts. L'église est entourée, au sud et à l'est, par le cimetière.[réf. nécessaire]

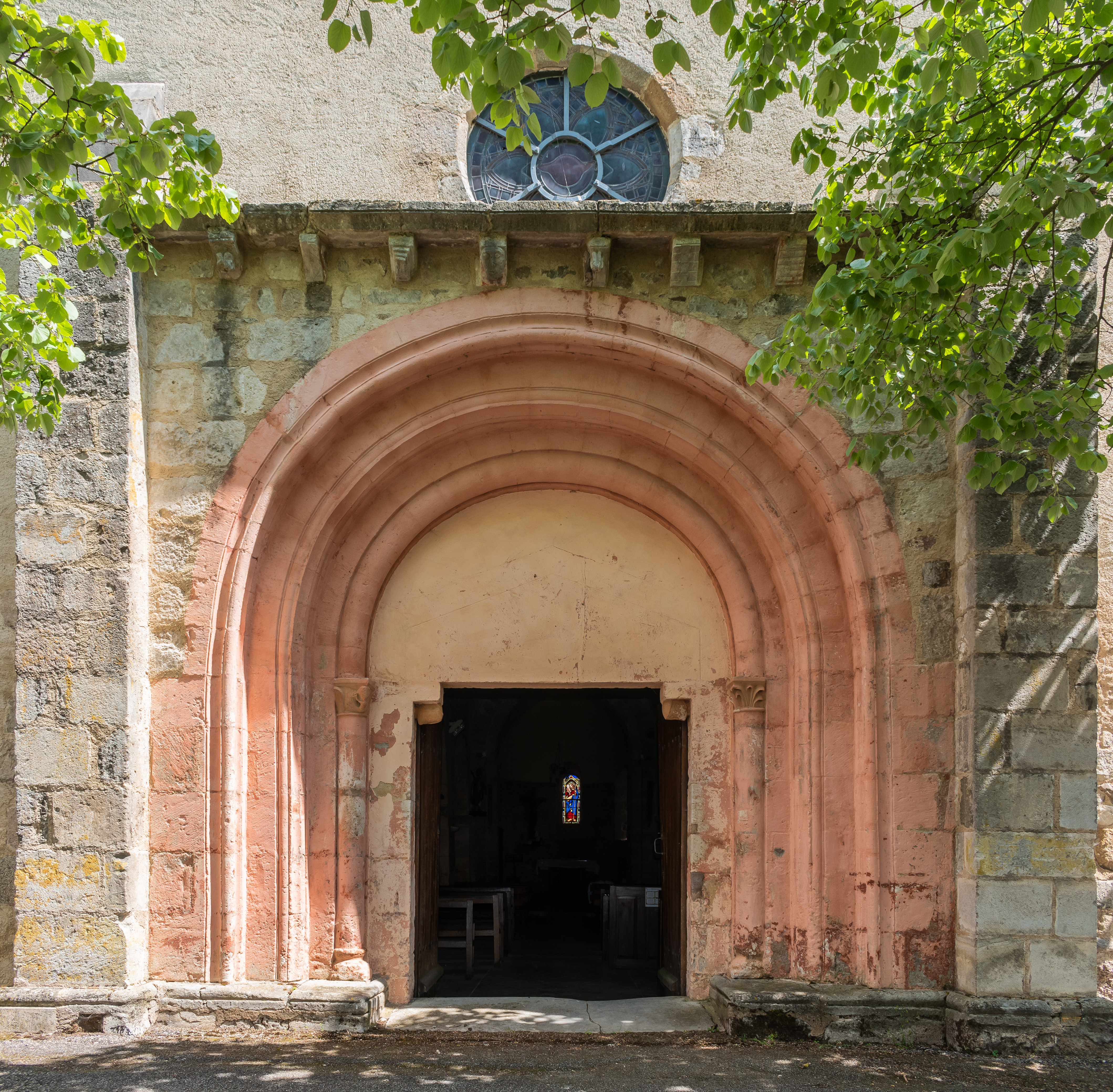
Portail de l'église Saint-Marien.

## Description
Il s'agit d'une église romane du XIe siècle, remaniée au siècle suivant.

## Saint Marien et saint Marin
Selon la paroisse Saint-Vincent, dont dépend l'église Saint-Marien de Target, « La dédicace à saint Marien a parfois posé quelques questions, car on a supposé qu'il pût s'agir de saint Marin. Saint Marien était un ermite vivant au VIe siècle en Combrailles près de la vallée du Cher, où il accomplit de nombreux miracles. Saint Marin était un tailleur de pierre, originaire de l'île de Rab sur la côte dalmate (aujourd'hui en Croatie), qui vint s'établir dans la région de Rimini en Italie, où une petite entité territoriale, San Marino [c'est-à-dire Saint-Marin], conserve son souvenir. Il semble donc plus raisonnable de retenir saint Marien comme patron de la paroisse et de l'église de Target. ».

## Historique
L'édifice est inscrit au titre des monuments historiques en 1929.